# Laà-Mondrans
Laà-Mondrans är en kommun i departementet Pyrénées-Atlantiques i regionen Nouvelle-Aquitaine i sydvästra Frankrike. Kommunen ligger i kantonen Lagor som tillhör arrondissementet Pau. År 2022 hade Laà-Mondrans 428 invånare.

## Befolkningsutveckling
Antalet invånare i kommunen Laà-Mondrans
| Referens: INSEE |